# Buffalo Stance
Buffalo Stance är en singel från 1988 av den svenska sångerskan Neneh Cherry. Låten blev en internationell succé och spelade en betydande roll i att introducera en fusion av hiphop, dance och pop till en bredare publik. Med sitt unika sound och starka budskap etablerade sig Neneh Cherry som en pionjär inom musikvärlden.

## Bakgrund och Utgivning
Efter att ha varit verksam inom musikscenen som medlem i grupper som Rip Rig + Panic och arbetat med olika artister, lanserade Neneh Cherry sin solokarriär med Buffalo Stance. Låten släpptes som den första singeln från hennes debutalbum Raw Like Sushi (1989).

## Musikstil och Innehåll
Buffalo Stance kombinerar element av:
- Hiphop: Med rytmiska beats och rap-inslag.
- Dance: Elektroniska ljud och en catchy melodi.
- Pop: Tillgängligheten och strukturen av en poplåt.

Textmässigt adresserar låten teman som självständighet, styrka och kritik av materialism. Titeln refererar till en "hållning" eller attityd som associeras med Buffalo-possen, en grupp av fotografer, stylister och designers i London under 1980-talet.

## Mottagande och Påverkan
Låten nådde höga placeringar på topplistor världen över:
- Storbritannien: 3 plats på UK Singles Chart.
- USA: 3 plats på Billboard Hot 100.
- Sverige: Topp 10-placering.

Buffalo Stance hyllades för sin innovation och har påverkat många artister efter Neneh Cherry. Den bröt barriärer för kvinnliga artister inom hiphop och pop och bidrog till att diversifiera musiklandskapet.

## Musikvideo
Musikvideon, regisserad av Jean-Baptiste Mondino, förstärkte låtens budskap med sin stilistiska estetik och fokus på Neneh Cherrys karismatiska framträdande. Videon blev också uppmärksammad för att Cherry uppträdde medan hon var gravid, vilket var ovanligt för tiden.

## Eftermäle
Buffalo Stance fortsätter att vara en inflytelserik låt och har samplats och tolkats av flera artister genom åren. Den representerar en tid då genrer blandades och nya uttrycksformer inom musik skapades.